# Pleroma (växt)
Pleroma är ett släkte av tvåhjärtbladiga blomväxter inom familjen Melastomataceae, hemmahörande från Puerto Rico och Leeward Islands till de tropiska delarna av Sydamerika, som Bolivia, Brasilien, Colombia, Ecuador, Franska Guiana, Peru och Venezuela.

## Utseende
Arter av Pleroma är halvbuskar, buskar eller träd. Deras blad sitter nästan alltid motsatta och har bladskaft. De är sällan oskaftade. Blomställningen sitter längst ut på växtens huvudstam eller gren, är en vippliknande samling eller en variant av en sådan. Blomdelarna är perigyna, det vill säga sitter runt kanten på ett klockformat blomfäste, som vanligtvis är täckt av korta, mjuka hår. De har vanligtvis fem kronblad, men ibland fyra, som är lila till violetta, sällan vita. Blommorna har tio ståndare (ibland åtta), ofta i två olika storlekar, med lila eller rosa ståndarknappar. Förbindelsen vid basen av ståndarknappen är omvandlad till ett bukventralt tvåflikigt bihang. De talrika fröna sitter i en torr, delvis förvedad kapsel och är spiralformade, eventuellt förlängda.

## Utbredning och habitat
Pleroma förekommer främst i östra Brasilien, i Atlantisk regnskog (Mata Atlântica) och i Cerradon-biomer, men mer sällan i Caatinga. Ett fåtal arters utbredningsområden sträcker sig till andra delar av Sydamerika och Karibien, som Bolivia, Colombia, Ecuador, Franska Guyana, Små Antillerna, Peru, Puerto Rico och Venezuela.
Släktet påträffas i skogar och skogsbryn, på flodbankar, gräsmarker på hög höjd, klippiga utlöpare samt i restingas, det vill säga sandiga kustbiom, från havsnivå upp till 2 650 meters höjd.

## Systematik
Släktet Pleroma beskrevs 1822 av David Don. Han härledde namnet från det forngrekiska ordet πλήρωμα (pleroma), som betyder "fullhet", med hänvisning till hur fröna fyllde frökapseln.
Även om Don använde släktnamnet som ett feminint substantiv och gav artnamnen feminina ändelser, är det grekiska ordet neutrum, och senare auktoriteter har därför använt neutrala ändelser, exempelvis Pleroma heteromallum istället för Dons Pleroma heteromalla.
I sitt arbete för Flora brasiliensis från 1885, använde Alfred Cogniaux en bred beskrivning för Tibouchina, och omfattade även arter som vid den tiden placerats i Pleroma och andra släkten till Tibouchina. Detta breda synsätt blev därefter allmänt accepterat, och omkring 470 taxon har vid något tillfälle tilldelats släktet Tibouchina.
En fylogenetisk analys från 2013, baserad på molekylära data, visade att den breda definitionen av Tibouchina var parafyletisk. Fyra större klader identifierades inom släktet, vilka även stöddes av morfologiska, molekylära och geografiska indikationer.
En vidare molekylärfylogenetisk studie från 2019, som använde samma genetiska markörer men inkluderade fler arter, kom till samma slutsats: det ursprungliga breda Tibouchina bestod av fyra monofyletiska klader. Författarna föreslog därför en uppdelning i fyra släkten:
- Ett mer snävt definierat Tibouchina
- De två återupprättade släktena Pleroma och Chaetogastra
- Ett nytt släkte, Andesanthus

I deras kladogram, baserat på maximal sannolikhet, visas hur tidigare Tibouchina-arter fördelas mellan dessa fyra släkten. Relationen mellan Chaetogastra och släktet Brachyotum varierade något mellan olika analyser.
|  | Tibouchina s.s. |
|  |                 |
|  | Pleroma         |
|  |                 |

|  | klad 1 (annat släkte)                                                     |
|  |                                                                           |
|  | klad 2 (annat släkte)                                                     |
|  |                                                                           |
|  | \| \| Andesanthus \| \| \| \| \| \| Chaetogastra / Brachyotum \| \| \| \| |
|  |                                                                           |
|  | Andesanthus                                                               |
|  |                                                                           |
|  | Chaetogastra / Brachyotum                                                 |
|  |                                                                           |

|  | Andesanthus               |
|  |                           |
|  | Chaetogastra / Brachyotum |
|  |                           |

|  | Tibouchina s.s. |
|  |                 |
|  | Pleroma         |
|  |                 |

|  | klad 1 (annat släkte)                                                     |
|  |                                                                           |
|  | klad 2 (annat släkte)                                                     |
|  |                                                                           |
|  | \| \| Andesanthus \| \| \| \| \| \| Chaetogastra / Brachyotum \| \| \| \| |
|  |                                                                           |
|  | Andesanthus                                                               |
|  |                                                                           |
|  | Chaetogastra / Brachyotum                                                 |
|  |                                                                           |

|  | Andesanthus               |
|  |                           |
|  | Chaetogastra / Brachyotum |
|  |                           |

Pleroma är alltså systertaxon till Tibouchina.

### Arter
I april 2022 accepterade Plants of the World Online följande 162 arter:

- Pleroma ackermannii (Cogn.) P.J.F.Guim. & Michelang.
- Pleroma ademarii (P.J.F.Guim., R.Romero & Leoni) P.J.F.Guim. & Michelang.
- Pleroma aemula (Cogn.) P.J.F.Guim., A.L.F.Oliveira & R.Romero
- Pleroma alatum (Cogn.) P.J.F.Guim. & Michelang.
- Pleroma amoenum (Herzog) P.J.F.Guim. & Michelang.
- Pleroma andersregnellii P.J.F.Guim. & Michelang.
- Pleroma angustifolium (Naudin) Triana
- Pleroma apparicioi (Brade) P.J.F.Guim. & Michelang.
- Pleroma arboreum Gardner
- Pleroma arenarium (Cogn.) P.J.F.Guim. & Michelang.
- Pleroma asperius (Cham.) Triana
- Pleroma australe Triana
- Pleroma axillare (Cogn.) P.J.F.Guim. & Michelang.
- Pleroma bahiense (Wurdack) P.J.F.Guim. & Michelang.
- Pleroma bandeirae P.J.F.Guim. & Michelang.
- Pleroma barnebyanum (Wurdack) P.J.F.Guim. & Michelang.
- Pleroma benthamianum Gardner
- Pleroma bergianum (Cogn.) P.J.F.Guim. & Michelang.
- Pleroma blanchetianum (Cogn.) P.J.F.Guim. & Michelang.
- Pleroma boraceiense (Brade) P.J.F.Guim. & Justino
- Pleroma boudetii (P.J.F.Guim. & R.Goldenb.) P.J.F.Guim. & Michelang.
- Pleroma bracteolatum (J.G.Freitas, A.K.A.Santos & R.P.Oliveira) P.J.F.Guim. & Michelang.
- Pleroma brevicomosum F.S.Mey. & R.Goldenb.[5]
- Pleroma caetanoi F.S.Mey. & R.Goldenb.[5]
- Pleroma caissara F.S.Mey.
- Pleroma canastrense R. Romero.[6]
- Pleroma candolleanum (DC.) Triana
- Pleroma canescens (D.Don) P.J.F.Guim. & Michelang.
- Pleroma carajasense K.Rocha, R.Goldenb. & F.S.Mey.
- Pleroma cardinale (Bonpl.) Triana
- Pleroma carvalhoi (Wurdack) P.J.F.Guim. & Michelang.
- Pleroma castellense (Brade) P.J.F.Guim. & Michelang.
- Pleroma cecilianum P.J.F.Guim. & M.F.Oliveira da Silva
- Pleroma cinereum (Cogn.) P.J.F.Guim. & Michelang.
- Pleroma claussenii (Naudin) Triana
- Pleroma clavatum (Pers.) P.J.F.Guim. & Michelang.
- Pleroma cleistoflora (Ule) P.J.F.Guim., M.F.Oliveira da Silva & Michelang.
- Pleroma clidemioides O.Berg ex Triana
- Pleroma collinum (Naudin) Triana
- Pleroma comosum (J.G.Freitas, A.K.A.Santos & R.P.Oliveira) P.J.F.Guim. & Michelang.
- Pleroma cordifolium (Cogn.) P.J.F.Guim. & Michelang.
- Pleroma costatocalyx F.S.Mey., L.Kollmann & R.Goldenb.
- Pleroma crassirame (Cogn.) P.J.F.Guim. & Michelang.
- Pleroma cristatum (Brade) P.J.F.Guim. & Michelang.
- Pleroma cryptadenum (Gleason) P.J.F.Guim. & Michelang.
- Pleroma cucullatum F.S.Mey., Fraga & R.Goldenb.
- Pleroma decemcostatum (Cogn.) P.J.F.Guim. & Michelang.
- Pleroma dendroides (Naudin) Triana
- Pleroma diffusum DC.
- Pleroma discolor (Brade) P.J.F.Guim. & Michelang.
- Pleroma divaricatum (Cogn.) P.J.F.Guim. & Michelang.
- Pleroma dubium (Cham.) P.J.F.Guim. & Michelang.
- Pleroma dusenii (Cogn.) P.J.F.Guim. & Michelang.
- Pleroma echinatum Gardner
- Pleroma edmundoi (Brade & Markgr.) P.J.F.Guim. & Michelang.
- Pleroma eichleri (Cogn.) P.J.F.Guim. & Michelang.
- Pleroma elegans Gardner
- Pleroma estrellense (Raddi) P.J.F.Guim. & Michelang.
- Pleroma ferricola A.L.F.Oliveira, R.Romero & P.J.F.Guim.
- Pleroma fissinervium (DC.) Gardner
- Pleroma floribundum (Cogn.) P.J.F.Guim. & Michelang.
- Pleroma fontanae F.S.Mey., L.Kollmann & R.Goldenb.
- Pleroma formosum (Cogn.) P.J.F.Guim. & Michelang.
- Pleroma fornograndense F.S.Mey., R.Goldenb. & L.Kollmann
- Pleroma fothergillae (DC.) Triana
- Pleroma foveolatum (Naudin) Triana
- Pleroma fragae L.Kollmann & R.Goldenb.
- Pleroma francavillanum (Cogn.) P.J.F.Guim. & Michelang.
- Pleroma gardneri (Naudin) P.J.F.Guim. & Michelang.
- Pleroma gaudichaudianum (DC.) A.Gray
- Pleroma gertii P.J.F.Guim. & Michelang.
- Pleroma glandulosum (Bonpl.) Triana
- Pleroma glutinosum (Markgr.) P.J.F.Guim. & Michelang.
- Pleroma goldenbergii (F.S.Mey., P.J.F.Guim. & Kozera) P.J.F.Guim. & Michelang.
- Pleroma granulosum (Desr.) D.Don
- Pleroma guartelaensis F.S.Mey. & R.Goldenb.
- Pleroma hatschbachii (Wurdack) P.J.F.Guim. & Michelang.
- Pleroma heteromallum (D.Don) D.Don
- Pleroma hirsutissimum (Cogn.) P.J.F.Guim. & Michelang.
- Pleroma hospitum (DC.) Triana
- Pleroma integerrimum (R.Romero & A.B.Martins) P.J.F.Guim. & Michelang.
- Pleroma itatiaiae (Wawra) P.J.F.Guim. & Michelang.
- Pleroma kleinii (Wurdack) P.J.F.Guim. & Michelang.
- Pleroma kollmanniana F.S.Mey. & R.Goldenb.
- Pleroma kuhlmannii (Brade) P.J.F.Guim. & Michelang.
- Pleroma laevicaule (Wurdack) P.J.F.Guim. & Michelang.
- Pleroma langsdorffianum (Bonpl.) Triana
- Pleroma leopoldinense L.Kollmann & R.Goldenb.
- Pleroma lhotskyanum (C.Presl) Triana
- Pleroma lilacinum (Cogn.) P.J.F.Guim. & Michelang.
- Pleroma luetzelburgii (Markgr.) P.J.F.Guim. & Michelang.
- Pleroma lutzii (Brade) P.J.F.Guim. & Michelang.
- Pleroma macrochiton (DC.) Triana
- Pleroma manicatum (Cogn.) P.J.F.Guim. & Michelang.
- Pleroma marinanum P.J.F.Guim. & Fraga
- Pleroma martiale (Cham.) Triana
- Pleroma martiusianum (DC.) P.J.F.Guim. & Michelang.
- Pleroma marumbiense (Wurdack) P.J.F.Guim. & Michelang.
- Pleroma maximilianum Triana
- Pleroma melanocalyx (R.Romero, P.J.F.Guim. & Leoni) P.J.F.Guim. & Michelang.
- Pleroma mello-barretoi (Brade) P.J.F.Guim. & Michelang.
- Pleroma michelangelii P.J.F.Guim. & J.G.Freitas
- Pleroma miconiifolium F.S.Mey. & R.Goldenb.[5]
- Pleroma microphyllum (Cogn.) P.J.F.Guim. & Michelang.
- Pleroma minus (R.Romero & A.B.Martins) P.J.F.Guim. & Michelang.
- Pleroma minutiflorum (Cogn.) P.J.F.Guim. & Michelang.
- Pleroma mirabile (Brade & Markgr.) P.J.F.Guim. & Michelang.
- Pleroma molle (Cham.) Triana
- Pleroma mosenii (Cogn.) P.J.F.Guim. & Michelang.
- Pleroma mourae (Cogn.) P.J.F.Guim. & Michelang.
- Pleroma mutabile (Vell.) Triana
- Pleroma noblickii (Wurdack) P.J.F.Guim. & Michelang.
- Pleroma nodosum (Wurdack) P.J.F.Guim. & Michelang.
- Pleroma obscurum Triana
- Pleroma ochypetalum (Ruiz & Pav.) D.Don
- Pleroma oleifolium (DC.) R.Romero & Versiane
- Pleroma oreophilum (Wurdack) P.J.F.Guim. & Michelang.
- Pleroma ornatum (Sw.) Triana
- Pleroma pallidum (Cogn.) P.J.F.Guim. & Michelang.
- Pleroma pauloalvinii (Vinha) P.J.F.Guim. & Michelang.
- Pleroma penduliflorum Fraga & P.J.F.Guim.
- Pleroma pereirae (Brade & Markgr.) P.J.F.Guim. & Michelang.
- Pleroma petiolatum (R.Romero & A.B.Martins) P.J.F.Guim. & Michelang.
- Pleroma petrophylax F.S.Mey. & R.Goldenb.[5]
- Pleroma pilosum (Cogn.) P.J.F.Guim. & Michelang.
- Pleroma quartzophilum (Brade) P.J.F.Guim. & Michelang.
- Pleroma raddianum (DC.) Gardner
- Pleroma radula (Markgr.) P.J.F.Guim. & Michelang.
- Pleroma ramboi (Brade) P.J.F.Guim. & Michelang.
- Pleroma redivivum O.Berg ex Triana
- Pleroma regelianum (Cogn.) P.J.F.Guim. & Michelang.
- Pleroma reitzii (Brade) P.J.F.Guim. & Michelang.
- Pleroma riedelianum (Cogn.) P.J.F.Guim. & Michelang.
- Pleroma rigidulum (Naudin) P.J.F.Guim. & Michelang.
- Pleroma riparium (Markgr.) P.J.F.Guim. & Michelang.
- Pleroma robustum (Cogn.) P.J.F.Guim. & Michelang.
- Pleroma rubrobracteatum (R.Romero & P.J.F.Guim.) P.J.F.Guim. & Michelang.
- Pleroma rubrum J.G.Freitas
- Pleroma rupicola (Hoehne) P.J.F.Guim. & Michelang.
- Pleroma salviifolium (Cham.) Triana
- Pleroma scaberrimum Triana
- Pleroma schenckii (Cogn.) P.J.F.Guim. & Michelang.
- Pleroma schwackei (Cogn.) P.J.F.Guim. & Michelang.
- Pleroma sellowianum (Cham.) P.J.F.Guim. & Michelang.
- Pleroma semidecandrum (Schrank & Mart. ex DC.) Triana
- Pleroma setosociliatum (Cogn.) F.S.Mey. & F.B.Matos
- Pleroma stellipile (Wurdack) P.J.F.Guim. & Michelang.
- Pleroma stenocarpum (DC.) Triana
- Pleroma stipulaceum (Vinha) P.J.F.Guim. & Michelang.
- Pleroma subglabrum (Wurdack) P.J.F.Guim. & Michelang.
- Pleroma subsessilis F.S.Mey. & L.Kollmann
- Pleroma taperoense (Wurdack) P.J.F.Guim. & Michelang.
- Pleroma tedescoi (Meirelles, L.Kollmann & R.Goldenb.) P.J.F.Guim. & Michelang.
- Pleroma thereminianum (DC.) Triana
- Pleroma tomentulosum (Wurdack) P.J.F.Guim. & Michelang.
- Pleroma trichopodum DC.
- Pleroma trinervium P.J.F.Guim.
- Pleroma tuberosum Gardner ex Triana
- Pleroma urceolare (DC.) Triana
- Pleroma ursinum (Cham.) Triana
- Pleroma urvilleanum (DC.) P.J.F.Guim. & Michelang.
- Pleroma velutinum (Naudin) Triana
- Pleroma venetiense F.S.Mey., L.Kollmann & R.Goldenb.
- Pleroma villosissimum Triana
- Pleroma vimineum (D.Don) D.Don
- Pleroma virgatum Gardner
- Pleroma viscosa R. Romero

- Pleroma wurdackianum (R.Romero & A.B.Martins) P.J.F.Guim. & Michelang.